# CubeSat

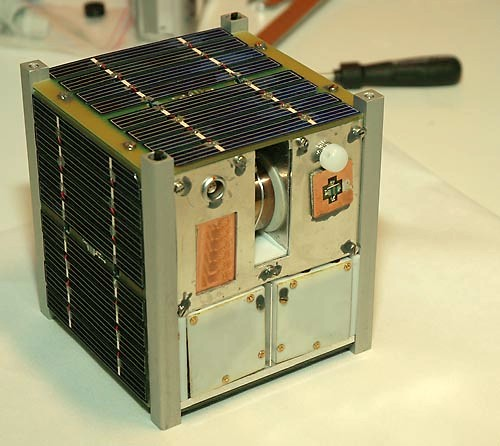
Il cubesat norvegese nCube-2.

Un cubesat è un tipo di satellite miniaturizzato avente forma cubica, volume di 1 dm³ e massa non superiore a 2 kg. Di solito la sua elettronica viene realizzata utilizzando componenti COTS. Il modello CubeSat è stato sviluppato a partire dal 1999 dall'Università statale politecnica della California e dall'Università di Stanford. Il termine "cubesat" è stato coniato per denotare quei nanosatelliti che rispettano le specifiche descritte nel progetto CubeSat.

## Progetto

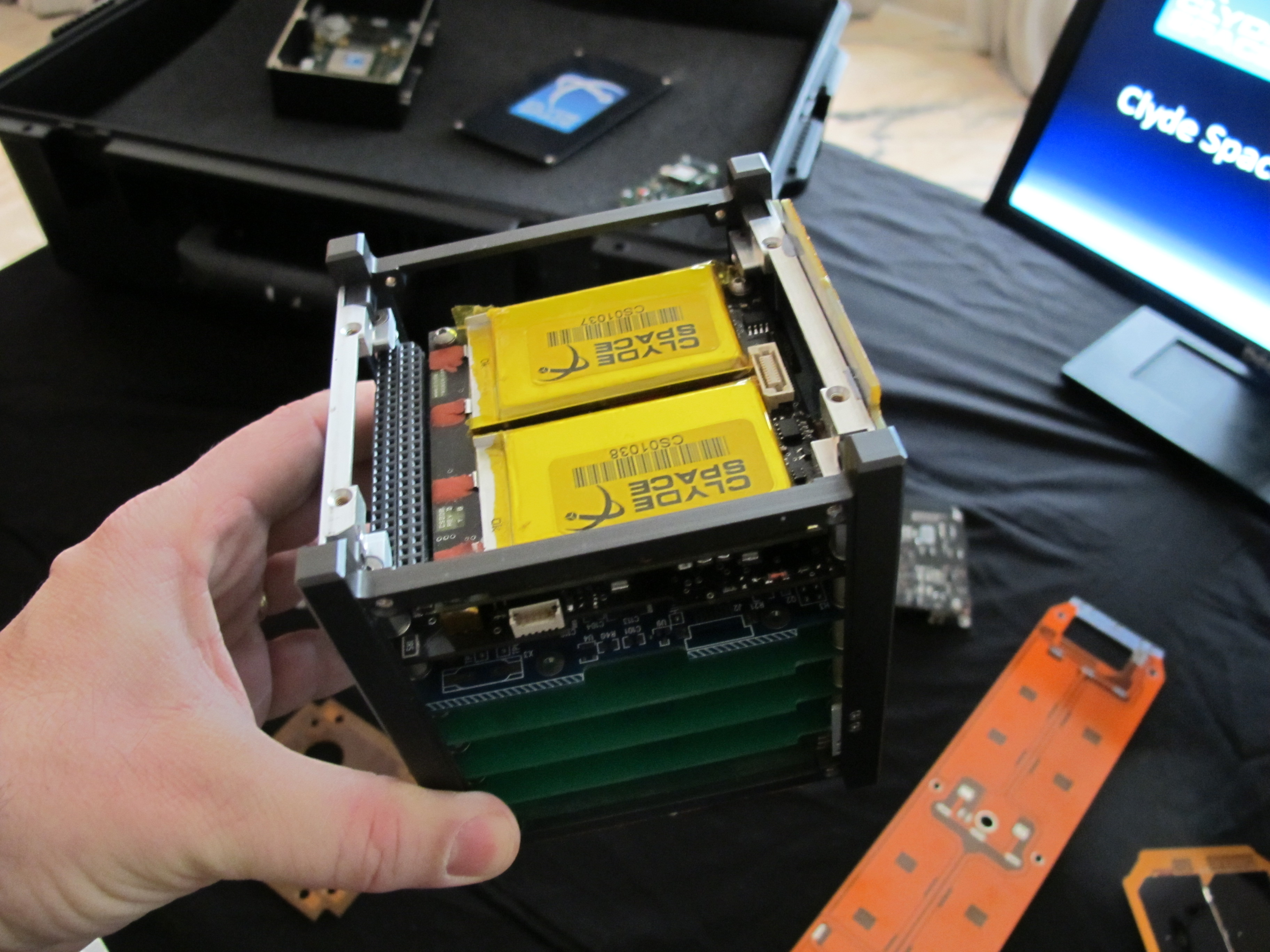
La struttura di un cubesat 1U.

Le specifiche dei cubesat sono state studiate per raggiungere diversi obiettivi. La semplificazione della struttura del satellite rende possibili la progettazione e la costruzione di satelliti funzionanti con un costo basso. La standardizzazione dell'interfaccia tra il lanciatore ed il carico utile riduce il lavoro necessario per accoppiare il satellite con il lanciatore. L'unificazione tra carichi e lanciatori permette di cambiare velocemente il satellite da lanciare, consentendo di modificare il carico in breve tempo.
Nel 2004 era possibile costruire e lanciare un cubesat con circa 50.000-65.000 euro. Questo prezzo è molto basso per un satellite e ha reso il modello CubeSat l'unica possibilità per molte scuole e università in tutto il mondo. Proprio per questo motivo un gran numero di università, aziende e governi stanno sviluppando cubesat.
Lo standard di 10×10×10 cm è chiamato cubesat 1U, che significa "un'unità". È possibile aumentare la lunghezza dei cubesat lungo un solo asse aggiungendo unità delle stesse dimensioni. Quindi un cubesat 2U (due unità) avrà dimensioni 20×10×10 cm e uno 3U 30×10×10 cm. Nel 2013 sono state rilasciate le specifiche per una nuova categoria di CubeSat: gli 1,5U, che hanno dimensioni 15×10×10 cm.

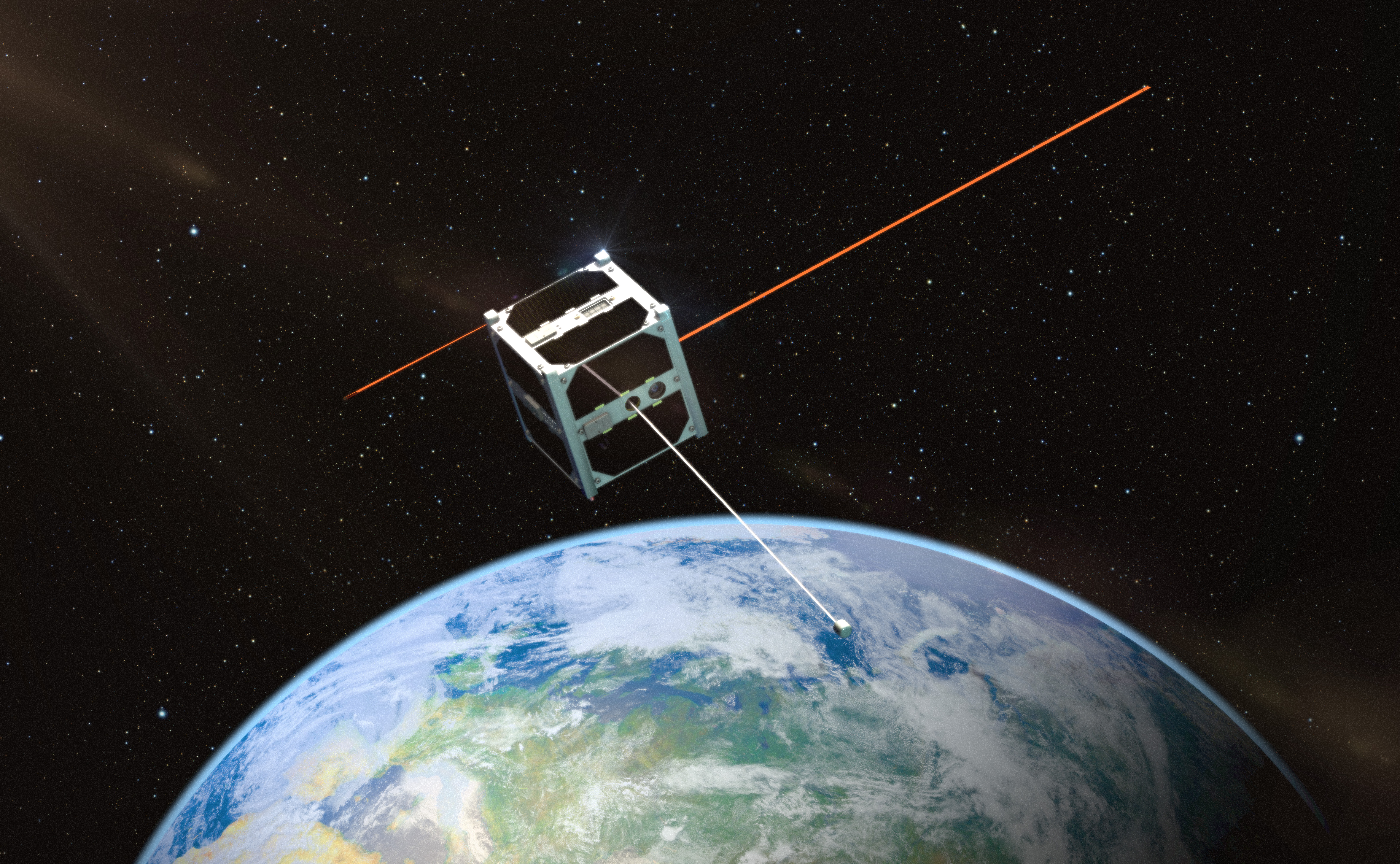
ESTCube-1.

Poiché i cubesat hanno, su due direzioni, tutti le stesse dimensioni di 10×10 cm, possono essere lanciati e dispiegati con un unico sistema. Il meccanismo utilizzato più comunemente si chiama Poly-PicoSatellite Orbital Deployer (P-POD), anch'esso sviluppato dal Politecnico della California. I P-POD sono installati nel lanciatore e immettono i cubesat in orbita quando ricevono un particolare segnale da esso. Circa il 90% dei cubesat sono stati immessi in orbita usando i P-POD. Il P-POD Mk III può dispiegare tre unità CubeSat.

## Esempi
Satelliti tipo 1U
- AAU CubeSat (Danimarca, 2003)
- AAUSAT-II (Danimarca, 2008)
- BeeSat (Germania, 2009)
- TIsat-1 (Svizzera, 2010)
- e-st@r (Italia, 2012)
- Goliat (Romania, 2012)
- UniCubeSat-GG (Italia, 2012)
- AAUSAT3 (Danimarca, 2013)
- ESTCube-1 (Estonia, 2013)
- PhoneSat (Stati Uniti, 2013)
- OUFTI-1 (Belgio, 2016)

Satelliti tipo 2U
- Asgardia-1 (Stati Uniti, 2017)
- UPSat (Grecia, 2017)

Satelliti tipo 3U
- Delfi-C3 (Olanda, 2008)